# Pietro Marubi

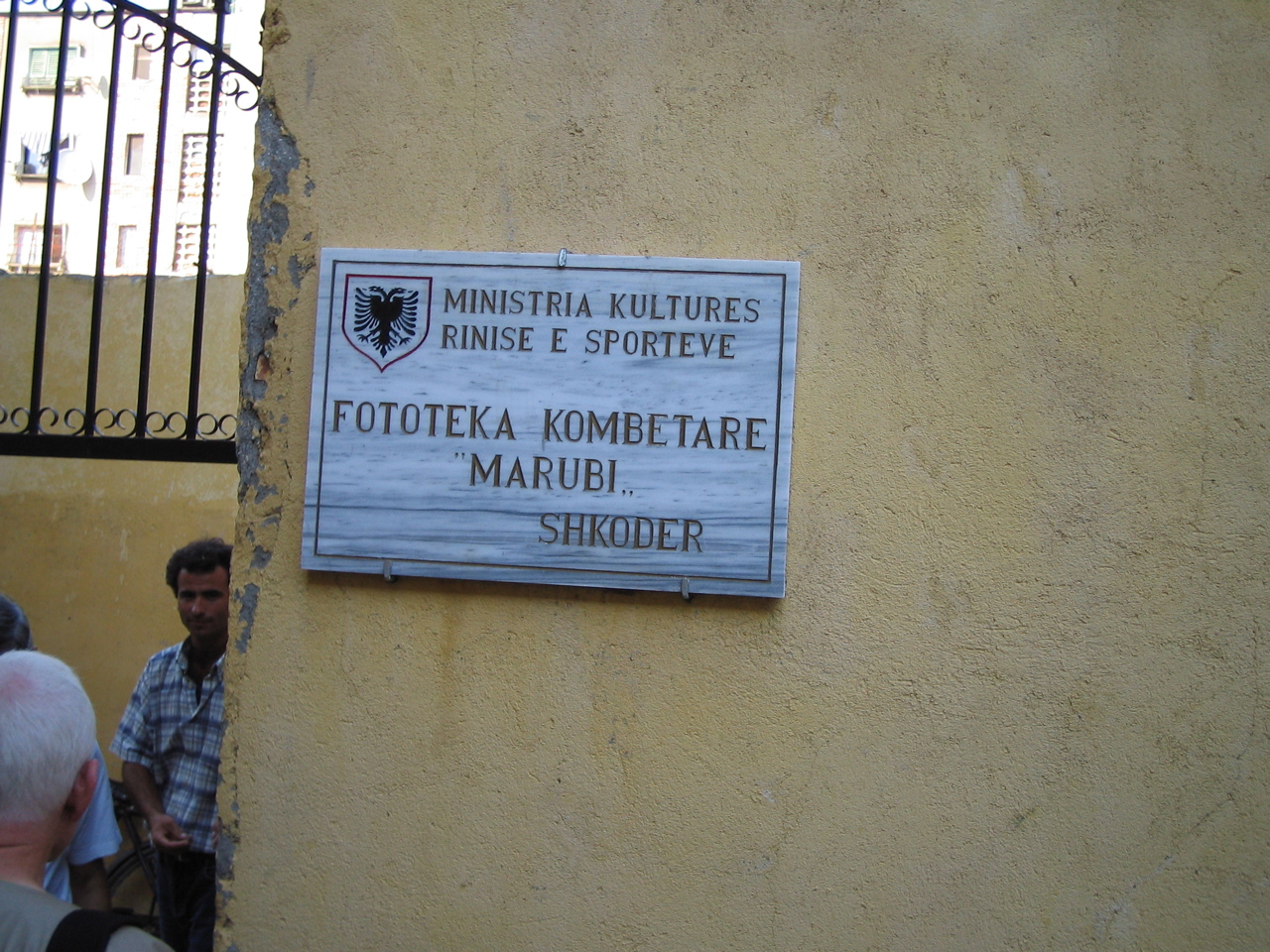
Fototeka Marubi w Szkodrze

Pietro Marubi, alb. Pjetër Marubi (ur. 1834 w Piacenzy, zm. 1903 w Szkodrze) – włoski malarz i fotograf, nazywany ojcem fotografii albańskiej.

## Życiorys
Urodził się jako Benedetto Pietro Lorenzo Marobbi, był synem Antoniego i Marii z d. Cervini. Jako zwolennik Garibaldiego, Marubi w 1850 musiał opuścić Włochy. Dotarł początkowo na wyspę Korfu, a stamtąd do albańskiej Wlory. Za radą włoskiego konsula, w 1856 przeniósł się do Szkodry, uważanej w tym czasie za jedyne miasto albańskie, w którym istniało zorganizowane życie kulturalne. W Szkodrze początkowo działał jako malarz i architekt, ale wkrótce zainteresował się nieznaną wówczas w Albanii fotografią. W Szkodrze założył pierwszy na ziemiach albańskich zakład fotograficzny Foto Marubi. Zakład mieścił się w niewielkim pomieszczeniu o powierzchni 35 m². Najstarsze fotografie, które się zachowały pochodzą z lat 1858–1859, część z nich była publikowana w The London Illustrated News, La Guerra d'Oriente, a także w paryskim L'Illustration. W 1861 wykonywał pierwsze zdjęcia plenerowe w Szkodrze, a także na terytorium Czarnogóry.
Współpracownikami Marubiego byli Rrok Kodheli (1862–1881) i jego brat Kel Kodheli (1870–1940). Ten ostatni przejął zakład fotograficzny po śmierci Marubiego i zmienił nazwisko na Kel Marubi. W jego dorobku szczególną rolę odgrywają zdjęcia plenerowe, a także zdjęcia wykorzystane z użyciem efektów specjalnych. Kolejnym właścicielem studia był syn Kela, Gegë Marubi (1907-1984), który kierował nim do 1949, kiedy władze komunistyczne dokonały upaństwowienia zakładu. Zachowane do dzisiaj zbiory fotograficzne Marubi stanowią własność państwa albańskiego (Fototeka Kombëtare Marubi), znajdują się w Szkodrze i składają się ze 150 tys. fotogramów. Stanowią jedyny w swoim rodzaju zespół archiwalny przedstawiające Albanię na przełomie XIX/XX wieku. W 2003 Fototeka Marubi zyskała status galerii narodowej (Muzeu Kombetar i Fotografise Marubi), pod opieką ministerstwa kultury. W lutym 2014 fotografie ze zbiorów Marubiego zaprezentowano w gmachu Biblioteki Uniwersyteckiej w Warszawie.
Imię Marubiego nosi pierwsza albańska prywatna uczelnia filmowa, utworzona w Tiranie.